# Play with me
Play With Me es el primer álbum en solitario de la cantante noruega Lene Nystrøm. El álbum fue lanzado el 21 de septiembre de 2003 por Polydor Records. Es el primer disco de la cantante tras la disolución de su grupo Aqua en 2001, este álbum marcó un estilo musical diferente al que Lene hizo con Aqua, dejando atrás el sonido bubblegum y centrándose más en un sonido influenciado en el R&B.

## Lista de canciones
| N.º   | Título               | Productor/es     | Duración |  |
| 1.    | «Virgin Superstar»   | Arnthor & BAG    | 3:24     |  |
| 2.    | «Pretty Young Thing» | Brian Rawling    | 4:24     |  |
| 3.    | «It's Your Duty»     | Lucas            | 3:06     |  |
| 4.    | «Play with Me»       | Yoga             | 3:05     |  |
| 5.    | «Bad Coffee Day»     | Arnthor & BAG    | 4:44     |  |
| 6.    | «Here We Go»         | Higgins          | 3:43     |  |
| 7.    | «Bite You»           | Yoga             | 3:29     |  |
| 8.    | «Up in Smoke»        | Bloodshy & Avant | 3:38     |  |
| 9.    | «We Wanna Party»     | Higgins          | 3:18     |  |
| 10.   | «Pants Up»           | Bink             | 3:31     |  |
| 11.   | «Surprise»           | Yoga             | 3:01     |  |
| 12.   | «Scream»             | Rasted           | 3:44     |  |
| 43:07 |                      |                  |          |  |

| Edición japonesa bonus tracks |                   |              |          |  |
| N.º                           | Título            | Productor/es | Duración |  |
| 13.                           | «Doin' It to You» |              | 3:53     |  |
| 14.                           | «Paper Bag»       |              | 3:12     |  |